# Плісецька Майя Михайлівна
Ма́йя Миха́йлівна Плісе́цька (рос. Ма́йя Миха́йловна Плисе́цкая, 20 листопада 1925, Москва, РРФСР, СРСР — 2 травня 2015, Мюнхен, ФРН) — видатна радянська артистка балету, солістка Большого театру в Москві, хореографиня, письменниця, акторка. Народна артистка СРСР (1959), Герой Соціалістичної Праці, лавреатка Ленінської премії.
Дружина композитора Родіона Щедріна.

## Біографія
Народилася у відомій єврейській сім'ї Михайла Еммануїловича Плісецького і Рахілі Михайлівни Мессерер. Усі її 11 дядечків і тітоньок були так чи інакше пов'язані з балетом. Плісецька має білоруське коріння: «Батько мій був уродженцем тихого яблуневого, пропиленого міста Гомеля. Плісецькі беруть витоки з тих країв, які щемлять душу тихою красою, білоруських криниць», — писала вона в своїй автобіографії «Я, Майя Плісецька».
Ходила до школи на Шпіцбергені, де її батько працював інженером «Арктиквугілля», потім був призначений генеральним консулом СРСР. У 1938 році його розстріляли під час сталінської чистки (під час Хрущовської відлиги — реабілітований), а мати, акторка німого кіно, була засуджена до 8 років ув'язнення і її утримували в Бутирській в'язниці, потім депортували до Казахстану в Акмолінський табір дружин „зрадників Батьківщини“. У зв'язку з цим Майю взяла за доньку тітка по материнській лінії, балерина Суламіф Мессерер.
Сценічний дебют Плісецької відбувся в 1932 році, коли їй було сім років. Свою першу роль вона зіграла в опері «Русалка» Олександра Даргомижського.
1943 р. закінчила Московське хореографічне училище (педагоги Є. П. Гердт та М. М. Леонтьєва).
У пластиці Майї Плісецької танцювальне мистецтво досягає високої гармонії. Найвидатніші партії: Одетта — Оділлія в «Лебединому озері», Аврора в «Сплячій красуні» (1961), Господиня мідної гори в «Кам'яній квітці» Прокоф'єва, Раймонда в однойменному балеті Олександра Глазунова. В 1959 Плісецькій присвоєно звання Народної артистки СРСР.
1958 року одружилася з композитором Родіоном Щедріним.

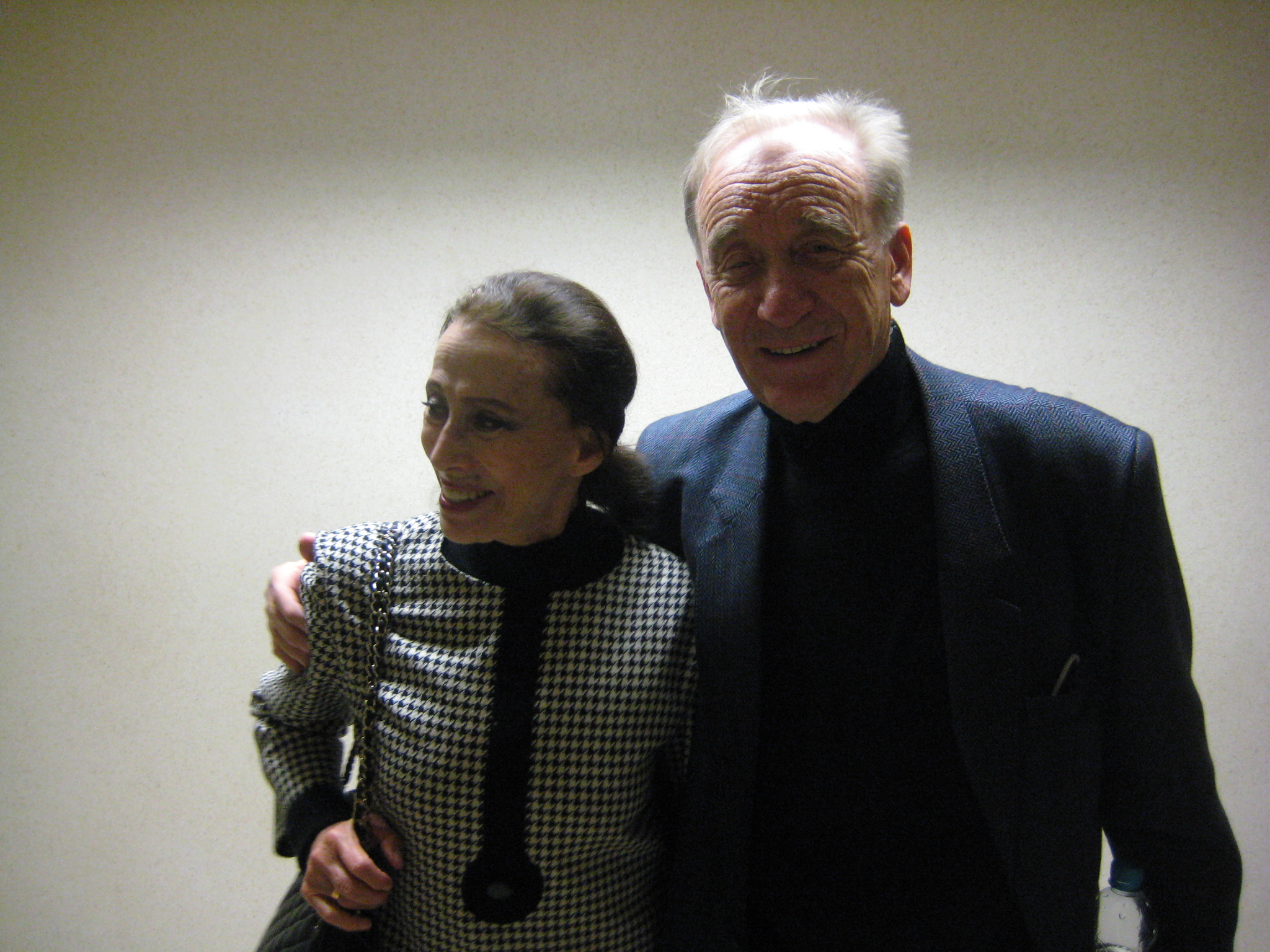
Майя Плісецька з чоловіком Родіоном Щедріним, 2009 рік

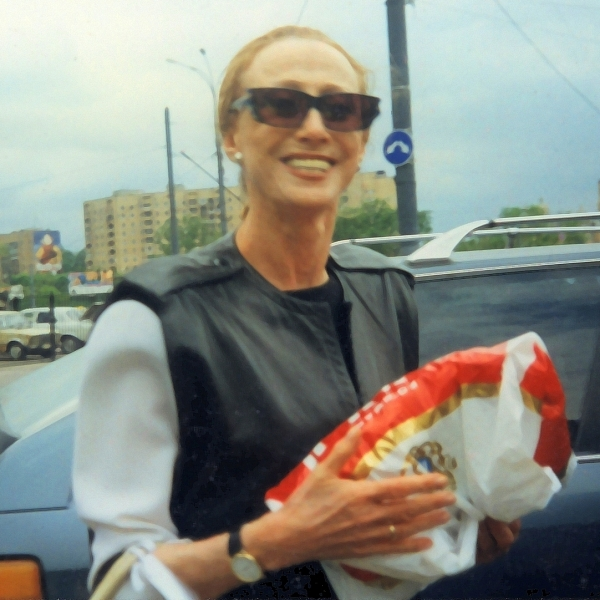
Майя Плісецька на площі Київського вокзалу (м. Москва) після гастролей, 2000 рiк

Після відходу зі сцени Галини Уланової в 1960 році Плісецька стала примою балету Большого театру. У радянській телеверсії «Анни Кареніної» вона зіграла княгиню Тверську. У 1971 році Родіон Щедрін написав балет на ту ж тему, де Плісецька танцювала головну партію і вперше спробувала свої сили як хореографиня.
У 1961 Плісецька бере участь у балеті «Легенда про любов» у Баку, написаному азербайджанським композитором Аріфом Меліковим. Спеціально для Плісецької кубинський балетмейстер Альберто Алонсо поставив балет «Кармен-сюїта». Іншими хореографами, які створювали для неї балети, були Юрій Григорович, Ролан Петі, Моріс Бежар.
У 1980-х роках Плісецька та Щедрін проводили багато часу за кордоном, де вона працювала художньою керівницею Римського театру опери та балету, а також Іспанського національного балету в Мадриді. У 1984 році здійснила знамениту постановку «Раймонди» в римських Термах Каракалли.
У віці 65 років Плісецька залишила творчість, полишивши Большой театр як солістка. В день свого 70-річчя дебютувала в спеціально написаному для неї номері Бежара під назвою «Аве Майя».
В 1991 році з чоловіком емігрувала до Німеччини. Проживала в Іспанії, володіла квартирою в Мюнхені. Мала громадянство Іспанії.
З 1994 Плісецька була головою щорічного міжнародного балетного конкурсу свого імені. У 2006 році стала лавреаткою Імператорської премії Японії.
На честь артистки названо астероїд 4626 Плісецька.

## Громадянська позиція
У 1966 році вона підписала «лист 25-ти» діячів культури й науки Леоніду Брежнєву проти реабілітації Сталіна.
Багато років перебувала у творчій опозиції до головного балетмейстера Большого театру Юрія Григоровича, у зв'язку з чим говорили про поділ трупи на «партію Григоровича» і «партію Плісецької».
Суть конфлікту полягала в тому, що пані Плісецька виступала проти монополії пана Григоровича і домагалася запрошення до Большого театру інших постановників, як радянських, так і західних, але не зустрічала в цьому питанні розуміння з боку міністерства культури і партійних органів.
Пам'ять про репресії проти батьків і власний досвід переросли в усвідомлення злочинної суті соціалізму і комунізму, які, на думку Плісецької, були гірші за фашизм, бо злочини фашизму відомі, а злочини комунізму та соціалізму приховували.

## Нагороди та звання
- Плісецька у постановці Ромео і Джульєтта, Большой театрГерой Соціалістичної Праці: 1985
- Орден Леніна: 1967, 1976, 1985
- Заслужена артистка РРФСР: 1951
- Народна артистка РРФСР: 1956
- Народна артистка СРСР: 1959
- Ленінська премія: 1964
- Золота медаль Парижа: 1977
- Орден Почесного Легіону: 1986
- Орден Ізабелли Католички: 1991

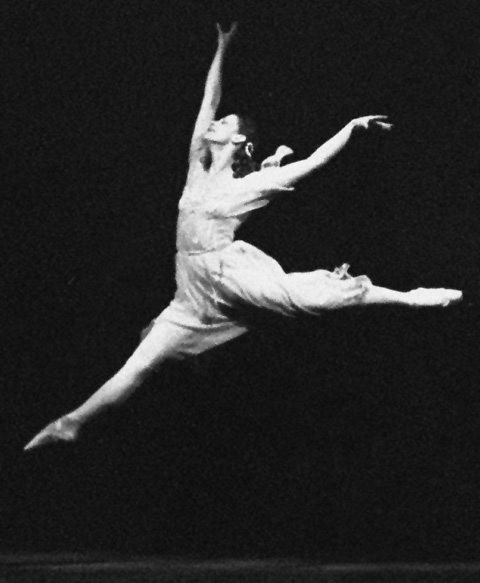
Плісецька у постановці Ромео і Джульєтта, Большой театр

- Орден «За заслуги перед Литвою»: 2003
- Орден Вранішнього Сонця ІІІ ступеня: 2011
- Почесна докторка Сорбонни: 1985
- Премія Тріумф: 2000
- Премія Принца Астурійського: 2005
- Премія Анни Павлової Паризької академії танцю: 1962
- Почесна професорка МДУ: 1993
- Почесна докторка Угорської академії танцю: 2008
- Повна кавалерка Ордена «За заслуги перед Вітчизною»